# エーリヒ・ヴォルフガング・コルンゴルト
エーリヒ・ヴォルフガング・コルンゴルト（Erich Wolfgang Korngold, 1897年5月29日 - 1957年11月29日）は、オーストリア出身のアメリカ合衆国の作曲家・指揮者。神童として知られ、ハリウッド史上最も重要な作曲家の一人となった。

## 神童として
音楽評論家・ユリウス・コルンゴルトの次男として、モラヴィア地方のブリュン（現在はチェコのブルノ）に生まれた。幼い頃から作曲の才能を示し、モーツァルトと同じ名前と相まって「モーツァルトの再来」と呼ばれる程の神童ぶりであった。9歳の時に作曲したカンタータを聴いたマーラーは、「天才だ！」と叫び、11歳の時に作曲したバレエ音楽『雪だるま』（Der Schneemann）はウィーン宮廷歌劇場で皇帝フランツ・ヨーゼフ1世の御前演奏として初演され、万雷の拍手をもって迎えられた。
その後も快進撃は続き、12歳で書いた『ピアノソナタ第1番 ニ短調』はリヒャルト・シュトラウスに戦慄と恐怖を与え、名ピアニスト、アルトゥール・シュナーベルは13歳の作品『ピアノソナタ第2番 ホ長調』（作品3）をヨーロッパ中に紹介し、ベルリン・フィルの大指揮者ニキシュは14歳のコルンゴルトに『劇的序曲』（作品4）を委嘱する。幼少時の『シンフォニエッタ』（作品5）を完成させた15歳の頃には、コルンゴルトは既にプロ作曲家として第一線で活躍していたのである。
ただし、バレエ音楽『雪だるま』のオーケストレーションはツェムリンスキーが補筆しており、『ピアノソナタ第1番 ニ短調』はマーラーの助言を受けて改訂するなど、成人前は完全に独力で作曲していたわけではない。

## 頂点から亡命へ
16～18歳で書いたオペラ『ポリクラテスの指環』（Der Ring des Polykrates、作品7）、『ヴィオランタ』（Violanta、作品8）はプッチーニの絶賛を受け、この成功によってオペラ作曲家としての地位を確立し、1920年、オペラ『死の都』（Die tote Stadt、作品12）の大成功によって、23歳にしてオペラ作曲家としての世界的評価を確立する。1927年、満を持して作曲したオペラ『ヘリアーネの奇跡』（Das Wunder der Heliane、作品20）を初演した当時、コルンゴルトの名声は頂点に達し、ウィーン市から芸術勲章を、オーストリア大統領からはウィーン音楽大学名誉教授の称号を贈られ、さらに1932年、大新聞『新ウィーン日報』のアンケートで、シェーンベルクと並んで存命する最高の作曲家に選ばれた。その後、管弦楽曲、協奏曲、室内楽曲、歌曲、編曲と旺盛な音楽活動が続き、結局この時期が事実上、作曲家コルンゴルトの絶頂期であった。
1926年、ザルツブルク音楽祭で新進の音楽プロデューサーマックス・ラインハルトと知り合い、彼の要請でヨハン・シュトラウスのオペレッタ『こうもり』をミュージカルに編曲。ニューヨークでのブロードウェー公演の成功が縁となり、1934年、ラインハルトの招請でハリウッドに赴き、シェイクスピア原作の映画『真夏の夜の夢』の映画音楽として、メンデルスゾーンの同名の劇音楽の編曲を行い、関係者の称賛を浴びる。
映画音楽と云う新しいジャンルに足を踏み入れたコルンゴルトであったが、この頃から彼の名声に陰りが出始める。その後、ウィーンとハリウッドを往復する日々を送りながら、『ヘリアーネの奇跡』以来久しぶりのオペラ『カトリーン』（Die Kathrin、作品28）を書き上げ、初演を間近に控えていた1938年、ナチス・ドイツのオーストリア併合により、『カトリーン』初演は流れ、ユダヤ系だったコルンゴルトはアメリカに亡命し、仕方なく映画音楽を書きながら亡命生活を送るよりなかった。亡命の際には多くの自筆譜をオーストリアに残してしまったが、友人の協力のおかげでそのほとんどを持ち出すことができ、持ち出せなかった曲も、記憶を元に復元した。

## 映画音楽との出合い
生活のためにオペラを諦め、映画音楽を書くことになったが、それでも美しい旋律、優れた管弦楽法は、緩みきった映画音楽業界に革命をもたらした。経営者側は彼のために高額な契約を結んだが、年間2作の作曲でよく、しかも旧来の作品の引用は自由と云う破格の待遇を与えていた。
1935年に、初期の傑作『海賊ブラッド』(Captain Blood)を書き大絶賛された翌年、1936年に『風雲児アドヴァース』（Anthony Adverse）でアカデミー作曲賞を受賞。40以上のライトモチーフを使い、オペラ並みの作品に仕上げている。ただ、あまりにも出来が良すぎて、賞はワーナーの音楽部門全体に贈られ、オスカーは音楽部長が受け取ってしまった。1938年には『ロビンフッドの冒険』で2度目のアカデミー賞に輝く（今度はコルンゴルト自身がオスカーを獲得）。コルンゴルトは最初、この作品のスコアを書くのを断ったのだが、ワーナー音楽部長の説得とナチス・ドイツによるオーストリア併合により仕方なく引き受け、オスカー獲得につながった。

## 映画音楽家としてのコルンゴルト
コルンゴルトは映画音楽作曲をオペラ創作の延長上に見なしており、ロベルト・フックスやマーラー、リヒャルト・シュトラウスから直接学んだ後期ロマン派的作風を、そのまま映画音楽に持ち込んだ。また、気に入った映画音楽は自作の芸術音楽に転用できる権利も保有していた（実際、ヴァイオリン協奏曲や弦楽四重奏曲第3番などが作曲された）。大管弦楽団を使ったシンフォニック･スコアは、後のハリウッド映画音楽の基礎となり、映画音楽の先輩にあたるアルフレッド・ニューマンや、後世のジョン・ウィリアムズにも多大なる影響を与えた。

## 大戦後～忘却の晩年
ヒトラーが倒れるまで純粋な音楽作品の創作を封印していたコルンゴルトにとって、第2次世界大戦の終結は転機となった。
1946年、『愛憎の曲』(Deception)を最後に、純音楽作曲家に戻るべく、新作を携えウィーンを訪れるも、当時の映画音楽に対する評価の低さや、後期ロマン派的作風は前衛音楽全盛の音楽業界から受け容れられず、「映画に魂を売った下等な作曲家」というレッテルを張られて事実上ウィーンの楽壇から抹殺され、失意の内にハリウッドに戻り、不遇の中、同地で1957年、脳出血で死去した。2曲目の交響曲を作曲中だった。遺体はハリウッドのハリウッド・フォーエバー墓地に埋葬されている。
戦後の主要作品として『ヴァイオリン協奏曲 ニ長調』（作品35、ハイフェッツが世界初演し、その後も愛奏した）や『弦楽合奏のための交響的セレナード』（作品39）、『交響曲 嬰ヘ調』（作品40、フランクリン・ルーズベルトの思い出に捧げられた）、『主題と変奏』（事実上最後の作品）などが挙げられる。

## 再評価
没後の再評価は1970年代、彼自身の映画音楽から始まった。二男のジョージ・コーンゴールドがプロデュースした、チャールズ・ゲルハルト指揮、ナショナル・フィルハーモニック管弦楽団演奏による映画音楽集のレコードが良好な売れ行きを示した頃から、コルンゴルトの音楽の再評価が始まる。前記したように、ジョン・ウィリアムズなどの、交響楽的な作曲家に与えた影響は大きい。
また、ラインスドルフ指揮によるオペラ『死の都』、ケンペ指揮による『交響曲 嬰ヘ調』のレコード等で、彼のクラシック音楽の再評価も始まるなど、『コルンゴルト・ルネッサンス』の端緒がここに始まった。
現在、欧米においてはコルンゴルトに対する偏見は少なくなり、20世紀のクラシック音楽の作曲家の一人として、その作品は多くのCDがリリースされ、一流演奏家もコンサートで取り上げている。

## 主要な作品
- 交響曲
  - 交響曲 嬰ヘ調 作品40
- 協奏曲
  - ヴァイオリン協奏曲 ニ長調 作品35（自作の複数の映画音楽に基づく。ヤッシャ・ハイフェッツにより世界初演された）
  - チェロ協奏曲 ハ長調 作品37（自作の映画音楽の拡大改作）
  - 左手のためのピアノ協奏曲 嬰ハ調 作品17（パウル・ヴィットゲンシュタインのために作曲）
- 管弦楽曲
  - ベイビーセレナード 作品24（オペラ「カトリーン」と共通の、ジャズ・ベースの楽想をもつ）
- 室内楽曲
  - ピアノ三重奏曲 ニ長調 作品1（ブルーノ・ワルターが初演時にピアノを弾いた）
  - ヴァイオリンソナタ ニ長調 作品6（フィナーレに自作歌曲が転用されている）
  - 弦楽六重奏曲 ニ長調 作品10（ロゼー四重奏団により初演）
  - ピアノ五重奏曲 ホ長調 作品15
  - 2つのヴァイオリン、チェロ、左手ピアノのための組曲 作品23（パウル・ヴィトゲンシュタインのために作曲）
  - 劇音楽『空騒ぎ』作品11（本来はオーケストラのための作品だが、ヴァイオリンとピアノのために編まれた組曲も有り、更に原典版と改訂版が存在する。
  - 弦楽四重奏曲第1番 イ長調 作品16
  - 弦楽四重奏曲第2番 変ホ長調 作品26
  - 弦楽四重奏曲第3番 ニ長調 作品34
- オペラ
  - ポリクラテスの指輪 作品7
  - ヴィオランタ 作品8
  - 死の都 作品12
  - ヘリアーネの奇蹟（英語版） 作品20
  - カトリーン 作品28
- ピアノ曲
  - ピアノソナタ第1番 ニ短調
  - ピアノソナタ第2番 ホ長調 作品2
  - 主題と変奏
    - この他、多数のピアノ曲、声楽曲がある。
- 映画音楽
  - 風雲児アドヴァース（英語版） (1936) マーヴィン・ルロイ監督、フレデリック・マーチ、オリヴィア・デ・ハヴィランド主演
  - ロビンフッドの冒険 (1938) エロール・フリン、オリヴィア・デ・ハヴィランド主演
  - シー・ホーク (1940) エロール・フリン主演
  - 嵐の青春（英語版） (1942) サム・ウッド監督（後のアメリカ大統領であるロナルド・レーガンが出演した最良の作品として知られる。メイン・タイトルが『スター・ウォーズ』と酷似している事でも有名[4]）
  - 永遠の処女（英語版） (1943) シャルル・ボワイエ、ジョーン・フォンテイン主演
  - 楽聖ワグナー（英語版） (1955)ウィリアム・ディターレ監督、イヴォンヌ・デ・カーロ主演。コルンゴルトもハンス・リヒター役でカメオ出演している。